# Насион (1919)
„Насион“ (на френски: „La Nation“) е български вестник, издаван в София на френски език от ВМРО.

## История
Излиза от 18 януари 1919 година до 13 ноември 1919 година. Печата се в печатницата на Петър Глушков. От вестника излизат общо 43 броя. В него се помещават преведени на френски подходящи за западната публика статии от вестник „Народност“, които статии се отнасят до положението на Македония след Първата световна война. Вестникът защитава българските етнографски и исторически права над Македония пред гръцките и сръбски претенции в навечерието на мирната конференция. Спира след подписването на Ньойския договор. Основен автор е Иван Георгов.